# 泰瓦伊乌塔
泰瓦伊乌塔（Teva I Uta）是法国海外集体法屬玻里尼西亞向风群岛行政区的一个市镇，位于大溪地島。

## 地理
泰瓦伊乌塔（17°45'57"S, 149°24'21"W）面积120 平方千米，位于法国海外集体法屬玻里尼西亞向风群岛的大溪地島。
与泰瓦伊乌塔接壤的市镇包括：帕帕拉、希蒂阿奥泰拉、东塔亚拉普。

## 行政
泰瓦伊乌塔的邮政编码为98726、98727，INSEE市镇编码为98752。

## 政治
泰瓦伊乌塔的现任市长为泰阿里·阿尔法（Tearii Alpha）先生，任期为2020-2026年。

## 人口
泰瓦伊乌塔于2022年时的人口数量为10,837人。